# Перелік кораблів і катерів морської охорони України
У переліку кораблів і катерів Морської охорони України наведені всі кораблі і судна, які входять або входили до корабельного складу Морської охорони Державної прикордонної служби з 1992 року.

## В бойовому складі морської охорони
| Бортовий №      | Фото           | Назва                  | Проєкт                        | Спущений на воду | Введений до складу                                       | Зауваження |
| --------------- | -------------- | ---------------------- | ----------------------------- | ---------------- | -------------------------------------------------------- | --- |
| Основні кораблі |                |                        |                               |                  |                                                          | |
| BG-50           |                | Григорій Куроп'ятников | Блискавка-2                   | 18.01.1984       | 30.09.1984                                               | Одеський загін морської охорони |
| BG-32           |                | Донбас                 | Тарантул                      | 1982             | 1992                                                     | Маріупольський загін морської охорони |
| BG-57           | Миколаїв       | 1988                   | Тарантул                      | 1992             | Одеський загін морської охорони                          | |
| BG-62           | Поділля        | 1983                   | Тарантул                      | 1995             | Одеський загін морської охорони                          | |
| BG-63           | Павло Державін | 1987                   | Тарантул                      | 1993             | Одеський загін морської охорони                          | |
| Допоміжні судна |                |                        |                               |                  |                                                          | |
| BG-58           |                | Аметист                | Проєкт «Челик» турецька шхуна |                  | 2000                                                     | Кілійський дивізіон кораблів та катерів морської охорони |
| BG-59           |                | Онікс                  | турецька шхуна "Баба Хасан"   |                  | 26.09.2011                                               | Маріупольський загін морської охорони |
| BG-80           |                | Дунай                  | штабне судно                  | 02.07.1942       | 01.08.1996                                               | До 1997 р. — ССВ-10, колишній «Прут», колишній тральщик австрійської будови «Grafinau». Тепер штабне судно. Кілійський дивізіон кораблів та катерів морської охорони |
| BG-60           |                | Титан                  | морський буксир               | 1974             | 2021                                                     | Корабель Морської охорони спеціального забезпечення. Одеський загін морської охорони                                                                                 |
| Катери          |                |                        |                               |                  |                                                          | |
| BG-01           |                | Крим                   | Проєкт 1360 Чайка             | 1978             | 1992                                                     | Одеський загін морської охорони |
| BG-82           |                | Лубни                  | Джміль                        | 1972             | 1994                                                     | Кілійський дивізіон кораблів та катерів морської охорони |
| BG-81           | Канів          | 1971                   | Джміль                        | 1995             |                                                          | Кілійський дивізіон кораблів та катерів морської охорони |
| BG-83           | Ніжин          | 1968                   | Джміль                        | 1994             |                                                          | Кілійський дивізіон кораблів та катерів морської охорони |
| BG-84           | Ізмаїл         | 1969                   | Джміль                        | 1995             |                                                          | Кілійський дивізіон кораблів та катерів морської охорони |
| BG-101          |                | 525                    | Гриф                          |                  |                                                          | Одеський загін морської охорони BG-119 втрачений під час бойових дій                                                                                                 |
| BG-103          | 511            |                        | Гриф                          |                  | Одеський загін морської охорони                          | |
| BG-104          | 512            |                        | Гриф                          |                  | Одеський загін морської охорони                          | |
| BG-105          |                |                        | Гриф                          |                  | Маріупольський загін морської охорони                    | |
| BG-106          | Злотокрай      |                        | Гриф                          |                  | Одеський загін морської охорони                          | |
| BG-107          |                |                        | Гриф                          |                  | Ізмаїльський загін морської охорони                      | |
| BG-108          | 517            |                        | Гриф                          |                  | Маріупольський загін морської охорони                    | |
| BG-109          | Немирів        |                        | Гриф                          |                  | Одеський загін морської охорони                          | |
| BG-110          | Любомир        |                        | Гриф                          |                  | Маріупольський загін морської охорони                    | |
| BG-111          | Одеса          |                        | Гриф                          |                  | Одеський загін морської охорони                          | |
| BG-114          |                | 1993                   | Гриф                          |                  | Маріупольський загін морської охорони                    | |
| BG-115          | Тернопіль      |                        | Гриф                          |                  | Одеський загін морської охорони                          | |
| BG-116          | Дарниця        |                        | Гриф                          |                  | Одеський загін морської охорони                          | |
| BG-117          | Ватутінець     |                        | Гриф                          |                  | Одеський загін морської охорони                          | |
| BG-118          | Арабат         |                        | Гриф                          |                  | Маріупольський загін морської охорони                    | |
| BG-200          |                | Балаклава              | Проєкт 58130 (шифр «Орлан»)   | 09.10.2012       | 11.12.2012                                               | Одеський загін морської охорони |
| BG-612          |                |                        | Проєкт 376У                   |                  |                                                          | Ізмаїльський загін морської охорони |
| BG-613          |                |                        | Проєкт 376У                   |                  |                                                          | Ізмаїльський загін морської охорони |
| BG-801          |                | РВК-155                | Проєкт 376А                   | 20.12.1966       | 1997                                                     | Ізмаїльський загін морської охорони |
| BG-806          |                |                        | Проєкт 363                    |                  |                                                          | Ізмаїльський загін морської охорони |
| BG-07           |                |                        | Калкан-П                      |                  |                                                          | Одеський загін морської охорони |
| BG-08           |                |                        | Калкан-П                      |                  | Кілійський дивізіон кораблів та катерів морської охорони | |
| BG-10           |                |                        | Калкан-П                      |                  | Одеський загін морської охорони                          | |
| BG-12           |                |                        | Калкан-П                      |                  | Одеський загін морської охорони                          | |
| BG-303          |                |                        | Калкан                        |                  |                                                          | Маріупольський загін морської охорони |
| BG-304          |                |                        | Калкан                        |                  |                                                          | Маріупольський загін морської охорони |
| BG-305          |                |                        | Калкан                        |                  |                                                          | Маріупольський загін морської охорони |
| BG-308          |                |                        | Калкан                        |                  |                                                          | Маріупольський загін морської охорони |
| BG-309          |                |                        | Калкан                        |                  |                                                          | Маріупольський загін морської охорони |
| BG-310          |                |                        | Калкан                        |                  |                                                          | Маріупольський загін морської охорони |
| BG-311          |                |                        | Калкан                        | 09.10.2015       |                                                          | Маріупольський загін морської охорони |
| BG-320          |                |                        | Калкан                        |                  | Одеський загін морської охорони                          | |
| BG-503          |                |                        | Калкан                        |                  | Одеський загін морської охорони                          | |
| BG-603          |                |                        | Калкан                        |                  | Одеський загін морської охорони                          | |
| BG-604          |                |                        | Калкан                        |                  | Одеський загін морської охорони                          | |
| BG-607          |                |                        | Калкан                        |                  | Одеський загін морської охорони                          | |
| BG-807          |                |                        | Калкан                        |                  | Кілійський дивізіон кораблів та катерів морської охорони | |
| BG-808          |                |                        | Калкан                        |                  | Кілійський дивізіон кораблів та катерів морської охорони | |
| BG-14           |                |                        | UMS 1000                      | 2011             | 2011                                                     | Одеський загін морської охорони |
| BG-15           |                | 2011                   | UMS 1000                      | 2011             |                                                          | Одеський загін морської охорони |
| BG-16           |                | 2012                   | UMS 1000                      | 10.10.2012       |                                                          | Одеський загін морської охорони |
| BG-17           |                | 2012                   | UMS 1000                      | 10.10.2012       |                                                          | Одеський загін морської охорони |
| BG-19           |                | 2012                   | UMS 1000                      | 11.12.2012       |                                                          | Одеський загін морської охорони |
| BG-20           |                | 2013                   | UMS 1000                      | 2013             |                                                          | Одеський загін морської охорони |
| BG-21           |                | 2013                   | UMS 1000                      | 2013             |                                                          | Одеський загін морської охорони |
| BG-22           |                | 2014                   | UMS 1000                      | 31.07.2014       | Маріупольський загін морської охорони                    | |
| BG-23           |                | 06.10.2014             | UMS 1000                      | 2014             | Одеський загін морської охорони                          | |
| BG-24           |                | 2016                   | UMS 1000                      | 15.11.2016       | Маріупольський загін морської охорони                    | |
| BG-25           |                | 16.11.2018             | UMS 1000                      | 22.12.2018       | Маріупольський загін морської охорони                    | |
|                 |                |                        | UMS 600                       |                  |                                                          | Малі патрульні катери |
|                 |                |                        | Galeon Galia 640              |                  |                                                          | |
|                 |                |                        | BRIG Navigator N730M          |                  |                                                          | Відділи спеціальних дій Одеського та Маріупольського загонів морської охорони                                                                                        |

## Захоплені під часанексії Криму Росією
| Бортовий №      | Фото              | Назва      | Проєкт             | Спущений на воду | Введений до складу | Зауваження |
| --------------- | ----------------- | ---------- | ------------------ | ---------------- | ------------------ | --- |
| Основні кораблі |                   |            |                    |                  |                    | |
| BG-51           |                   | Полтава    | проєкт Блискавка-2 | 18.09.1986       | 11.07.1987         | |
| BG-52           | Григорій Гнатенко | 30.05.1987 | проєкт Блискавка-2 | 29.12.1987       |                    | |
| BG-31           |                   | Буковина   | Тарантул           |                  |                    | |
| Катери          |                   |            |                    |                  |                    | |
| BG-53           |                   | Львів      | Гурзуф             |                  | 1986               | Втрачені через анексію Криму Росією обидва катери:                                                                         |
| BG-54           | Кривий Ріг        |            | Гурзуф             | 1987             |                    | |
| BG-102          |                   | Оболонь    | Гриф               |                  |                    | |
| BG-112          |                   |            | Гриф               |                  |                    | |
| BG-820          |                   |            | Катран             |                  | 1994               | |
| BG-504          |                   |            | Калкан             |                  |                    | Втрачені через анексію Криму Росією 2 катери проєкту 09104 «Калкан-П»: BG 09, BG 11, 1 катер проєкту 50030 «Калкан» BG-504 |
| BG-09           |                   |            | Калкан-П           |                  |                    | |
| BG-11           |                   |            | Калкан-П           |                  |                    | |
| BG-18           |                   |            | UMS 1000           |                  |                    | |

## Кораблі, що будуються та готуються до передачі
| Боротовий № | Фото | Назва | Клас | Проєкт | Виробник | Закладено | Спущений на воду | Примітки |
| ----------- | --- | --- | --- | --- | --- | --- | --- | --- |
| BG201       | | Ocea FPB 98 | патрульний катер | Катер типу FPB 98 | OCEA Shipbuilding | 2020 | 9 грудня 2021 року | Перебуває у Франції |
| BG202       | | | патрульний катер | Катер типу FPB 98 | OCEA Shipbuilding | 2020 | 21 лютого 2022 року | Перебуває у Франції |
| BG203       | | | патрульний катер | Катер типу FPB 98 | OCEA Shipbuilding | 2020 | 9-15 травня 2022 року | Перебуває у Франції |
| BG204       | | | патрульний катер | Катер типу FPB 98 | OCEA Shipbuilding | 2021 | | будується |
| BG205       | | | патрульний катер | Катер типу FPB 98 | OCEA Shipbuilding | 2021 | | будується |
| BG206       | | | патрульний катер | Катер типу FPB 98 | OCEA Shipbuilding | 2021 | | будується |
| BG207       | | | патрульний катер | Катер типу FPB 98 | OCEA Shipbuilding | 2021 | | будується |
| BG208       | | | патрульний катер | Катер типу FPB 98 | OCEA Shipbuilding | 2021 | | будується |
| BG209       | | | патрульний катер | Катер типу FPB 98 | OCEA Shipbuilding | 2021 | | будується |
| ...         | Контракт МВС України із корабельнею Ocea передбачає будівництво для України 20 катерів FPB 98 "для забезпечення суверенітету країни в Азовському і Чорному морях".. В червні 2020 року повідомлено, що 5 катерів будуватиме Суднобудівно-судноремонтний завод «Нібулон». | Контракт МВС України із корабельнею Ocea передбачає будівництво для України 20 катерів FPB 98 "для забезпечення суверенітету країни в Азовському і Чорному морях".. В червні 2020 року повідомлено, що 5 катерів будуватиме Суднобудівно-судноремонтний завод «Нібулон». | Контракт МВС України із корабельнею Ocea передбачає будівництво для України 20 катерів FPB 98 "для забезпечення суверенітету країни в Азовському і Чорному морях".. В червні 2020 року повідомлено, що 5 катерів будуватиме Суднобудівно-судноремонтний завод «Нібулон». | Контракт МВС України із корабельнею Ocea передбачає будівництво для України 20 катерів FPB 98 "для забезпечення суверенітету країни в Азовському і Чорному морях".. В червні 2020 року повідомлено, що 5 катерів будуватиме Суднобудівно-судноремонтний завод «Нібулон». | Контракт МВС України із корабельнею Ocea передбачає будівництво для України 20 катерів FPB 98 "для забезпечення суверенітету країни в Азовському і Чорному морях".. В червні 2020 року повідомлено, що 5 катерів будуватиме Суднобудівно-судноремонтний завод «Нібулон». | Контракт МВС України із корабельнею Ocea передбачає будівництво для України 20 катерів FPB 98 "для забезпечення суверенітету країни в Азовському і Чорному морях".. В червні 2020 року повідомлено, що 5 катерів будуватиме Суднобудівно-судноремонтний завод «Нібулон». | Контракт МВС України із корабельнею Ocea передбачає будівництво для України 20 катерів FPB 98 "для забезпечення суверенітету країни в Азовському і Чорному морях".. В червні 2020 року повідомлено, що 5 катерів будуватиме Суднобудівно-судноремонтний завод «Нібулон». | Контракт МВС України із корабельнею Ocea передбачає будівництво для України 20 катерів FPB 98 "для забезпечення суверенітету країни в Азовському і Чорному морях".. В червні 2020 року повідомлено, що 5 катерів будуватиме Суднобудівно-судноремонтний завод «Нібулон». |

## Виключені з бойового складу морської охорони
| Бортовий номер | Фото           | Назва       | Проєкт   | Спущений на воду | Введений до складу | Виключений зі складу                                                                                      | Зауваження                                                                                           |
| Кораблі        | Кораблі        | Кораблі     | Кораблі  | Кораблі          | Кораблі            | Кораблі                                                                                                   | Кораблі                                                                                              |
| -------------- | -------------- | ----------- | -------- | ---------------- | ------------------ | --- | --- |
| BG-30          |                | Герої Керчі | Тарантул |                  | 11.04.1998         | 1999 | |
| BG-56          | Волинь         |             | Тарантул | 8.08.1995        | 2007               | | |
| BG-60          | Запорізька Січ |             | Тарантул | 8.08.1995        | 2004               | | |
| BG-61          | Одеса          |             | Тарантул | 8.08.1995        | 15.03.2011         | | |
| Катери         |                |             |          |                  |                    | | |
| BG-53          |                |             | Антарес  | 1990             | 04.1994            | 2000 | ПСКА-108: в квітні 1994 реквізований Україною, виключений в 2000, роззброєний і розібраний на брухт. |
| BG-54          |                | 1985        | Антарес  | 04.1994          | 2000               | ПСКА-105: в квітні 1994 реквізований Україною, виключений в 2000 році, роззброєний і розібраний на брухт. | |
| BG-55          | Галичина       | 1993        | Антарес  | 1994             | 2010               | ПСКА-115: Введений в 1994 році до складу Держкомкордону України. Від 1995 «Галичина», з 1999 BG-55.       | |
|                |                | 1983        | Антарес  | 04.1994          | 1996               | ПСКА-103: В квітні 1994 реквізований Україною, виключений влітку 1996 й розібраний на брухт в Балаклаві.  | |